# Youribeï
Le Youribeï (en russe : Юрибей) est une rivière qui coule en Russie dans l'oblast de Tioumen, et plus précisément dans la péninsule de Yamal. Elle est traversée par un pont de 3,9 km de la ligne Obskaïa–Bovanenkovo construit par Gazprom.